# Gufram
La Gufram è una azienda di produzione di sedute e complementi d'arredo con sede oggi a Barolo nota per l'influenza avuta nel campo del disegno industriale e per aver contribuito a rivoluzionare l'estetica del mobile a partire dagli anni '60. I loro oggetti scultorei presentano varie influenze da diverse correnti artistiche come la pop art, l'arte concettuale, l'illusionismo, il naturalismo e il design moderno.

## Storia
Nacque nel 1966 come marchio del laboratorio creativo per la produzione di arredamento moderno della ditta dei Fratelli Gugliermetto, già attiva nella fabbricazione di sedie e sedute a partire dal 1952 a Grosso (TO).
Influenzati agli inizi degli anni '60 dall'avanguardia artistica presente a Torino e alla sperimentazione architettonica radicale di quegli anni, i Fratelli Gugliermetto con il supporto di architetti e artisti emergenti dell'epoca sviluppano la produzione di progetti di design in nuove forme e nuovi materiali. La diffusione nel campo dell'arredamento di un materiale come il poliuretano, precedentemente usato come isolante nell'industria dei trasporti, e lo sviluppo verso il 1970 del sistema di stampaggio a freddo dello stesso permettono alla Gufram di avviare la produzione in serie di sedute con una nuova estetica che richiama la Pop art, imbottite o strutturate con il poliuretano espanso. A partire dal 1966 prende la direzione artistica Giuseppe Raimondi che firma per l'azienda diversi prodotti e coinvolge altri artisti e architetti nella progettazione dei primi prodotti e prototipi dell'azienda. Nel 1968 la Gufram introduce nel mercato i Multipli (oggetti d'arte riprodotti industrialmente in edizione limitata) presentati alla XIV Triennale di Milano riscuotendo un successo di pubblico e stampa che stimola l'azienda a proseguire in questa direzione. Nel 1972 nella mostra dedicata al design italiano intitolata "Italy: The New Domestic Landascape" curata da Emilio Ambasz allestita al Museum of Modern Art (MOMA) di New York vengono prima esposti ed in seguito acquisiti per la collezione permanente del museo diversi Multipli. Successivamente i prodotti della Gufram saranno acquisiti in altri musei europei ed americani, tra cui: il Vitra Design Museum, la collezione permanente della Triennale di Milano, il Centre Pompidou di Parigi, il Denver Art Museum,  il Metropolitan Museum of Art di New York, al Museum of Modern Art e il Cooper-Hewitt National Design Museum. Nell'arco di 30 anni la Gufram mantiene la sua sede in Piemonte fino al 2009 quando la gestione del marchio, già di proprietà della Poltrona Frau Group, viene affidata alla società Cassina, altra azienda del Gruppo Frau, fino alla fine del 2011.
A partire dagli ultimi mesi del 2011, dopo l'acquisto da imprenditori del settore che intendono rilanciare questo marchio storico del design italiano, la società ritorna in Piemonte nella nuova sede di Barolo.

## Prodotti

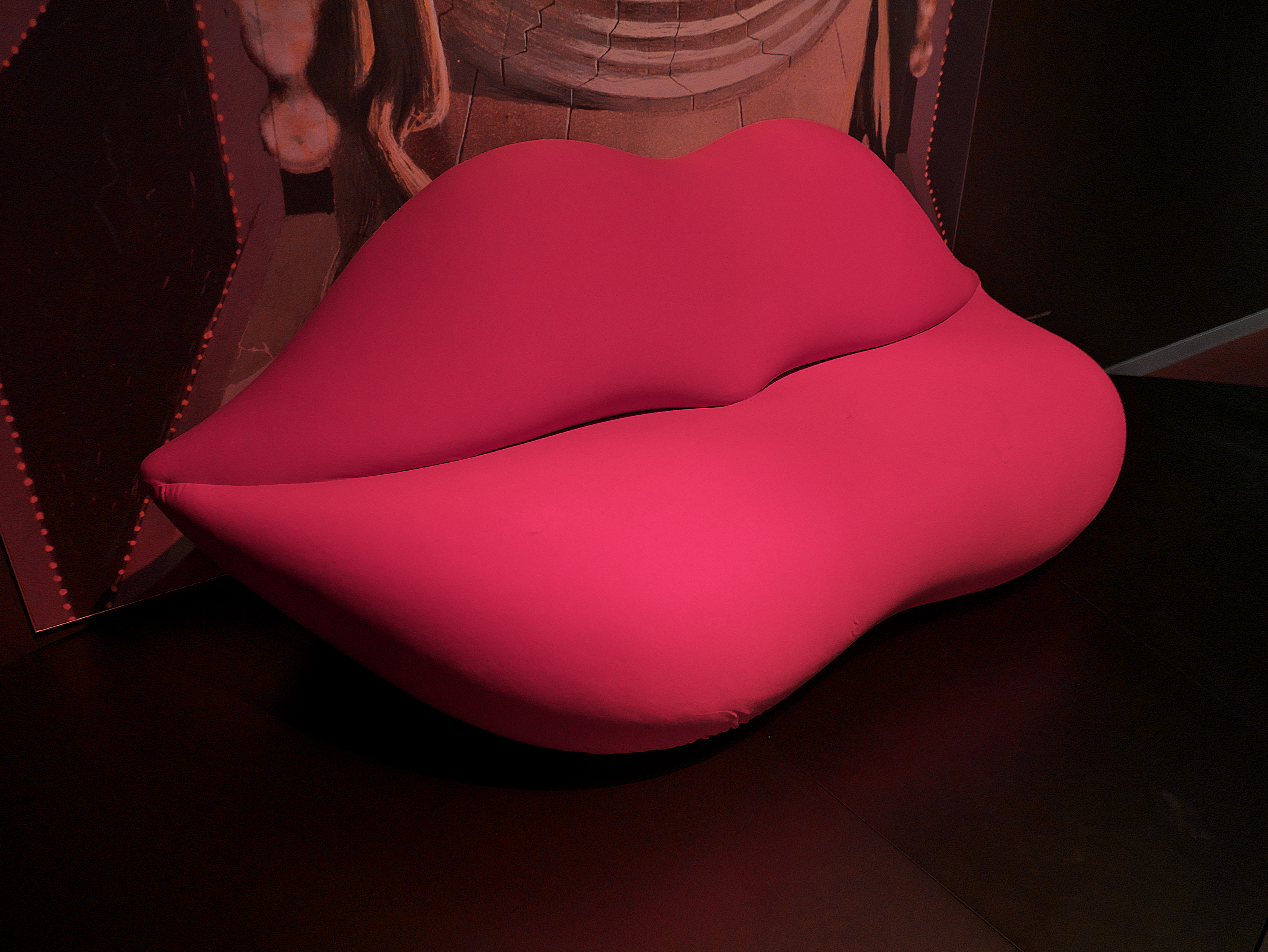
Bocca sofà progettata dal Studio 65 (1970)

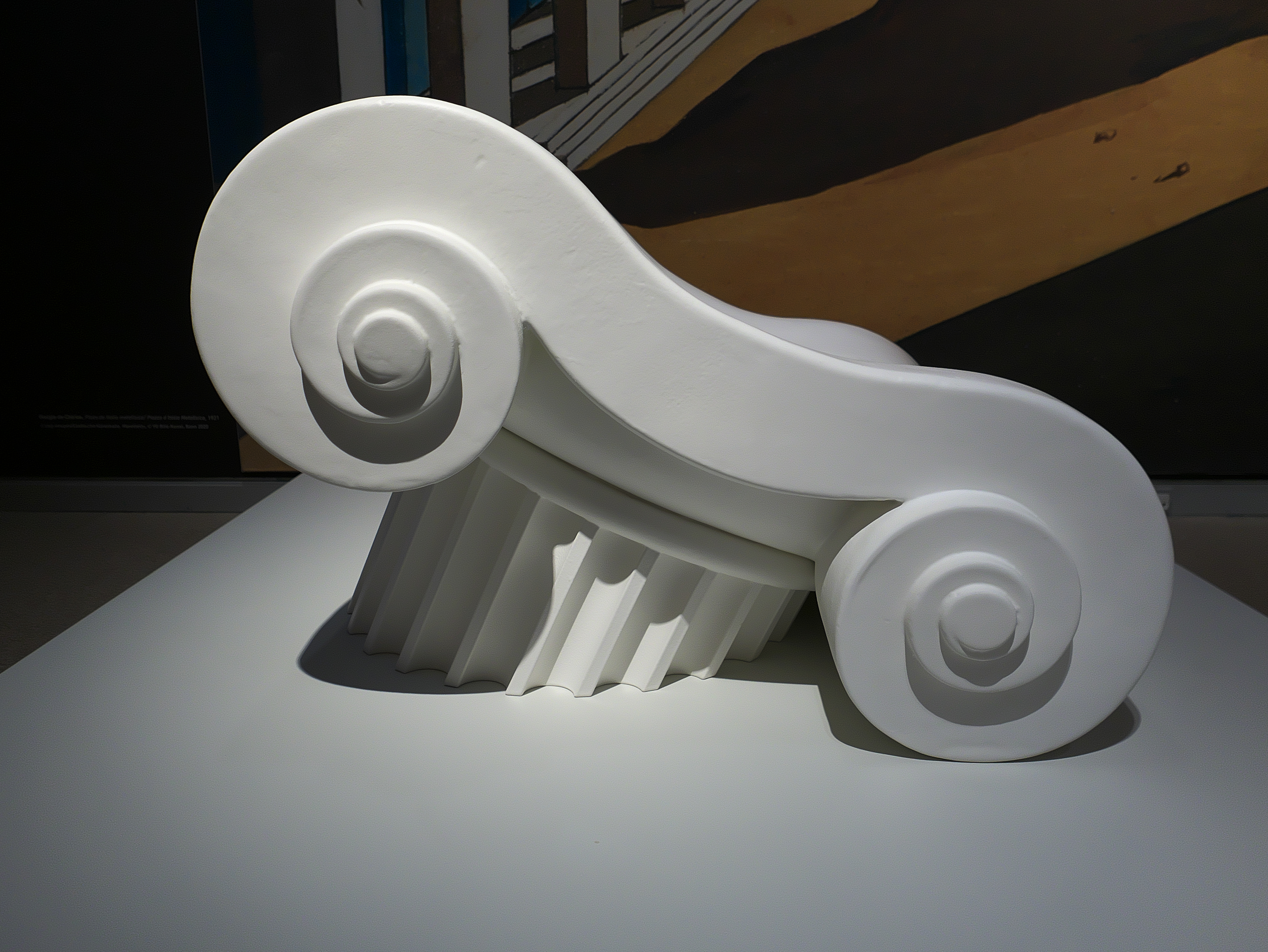
Capitello progettata dal Studio65

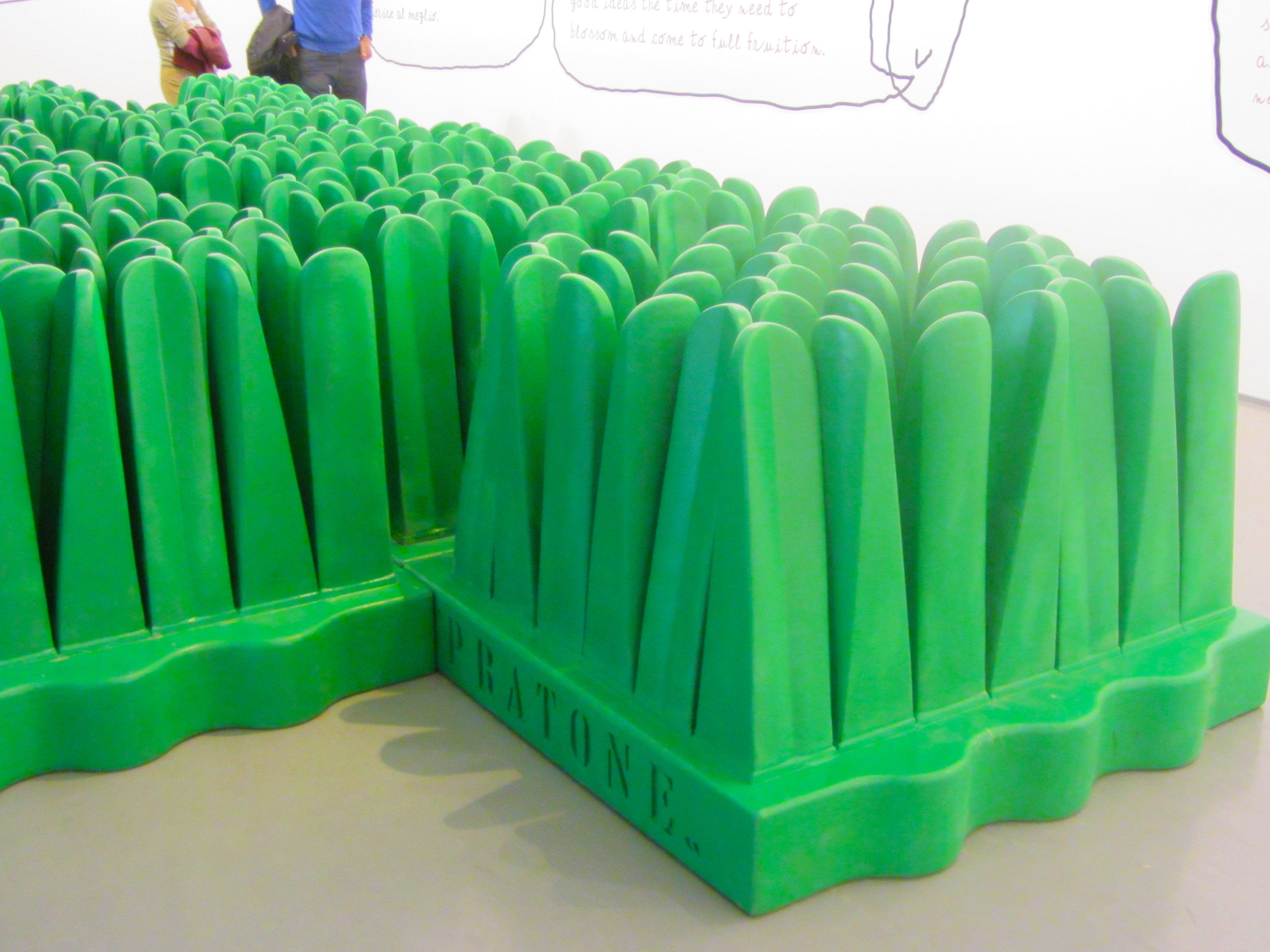
Pratone seduta facente parte dei "Multipli" progettata dal Gruppo Strum e prodotta da Gufram dal 1971

Il catalogo Gufram è composto di numerosi pezzi tra edizioni limitate (Multipli) e aperte.
I principali prodotti sono:
- Alvar chaise longue di Giuseppe Raimondi - 1966 (in produzione)
- Margherita tavolo e sedie di Giuseppe Raimondi e Ugo Nespolo - 1967
- Pavèpiuma tappeto di Piero Gilardi - 1967 (in produzione)
- Sassi sistema di sedute di Piero Gilardi - 1968 (in produzione)
- Torneraj poltrona di Giorgio Ceretti, Pietro Derossi e Riccardo Rosso - 1968 (in produzione)
- Detecma poltrona di Tullio Regge - 1968
- Puffo seduta di Giorgio Ceretti, Pietro Derossi e Riccardo Rosso - 1970 (in produzione)
- Pratone seduta di Giorgio Ceretti, Pietro Derossi e Riccardo Rosso - 1971 (in produzione)
- Bocca sofà di Studio 65 - 1970 (in produzione)
- Cactus appendiabiti di Guido Drocco e Franco Mello - 1972 (edizione terminata)
- Capitello seduta, Attica seduta, Attica TL tavolino, Atticat tavolo di Studio 65 - 1972 (in produzione)
- Rumble divano di Gianni Pettena - 1972
- Massolo tavolo di Piero Gilardi - 1974 (in produzione)
- Baccello seduta di Guido Drocco, Cesario Carena - 1986
- Siedi-tee seduta di Laura Fubini, Francesco Mansueto, Marco Verrando - 2004 (in produzione)
- BiancoCactus appendiabiti di Guido Drocco e Franco Mello - 2007 (in produzione)
- Dark Lady e Pink Lady sofà di Studio 65 - 2008 (in produzione)
- RossoCactus e NeroCactus appendiabiti di Guido Drocco e Franco Mello- 2010 (in produzione)

- Metacactus appendiabiti di Guido Drocco e Franco Mello - 2012 (in produzione)